# Месокомо
Месокомо (грч. Μεσόκωμο) је насељено место у општини Лагадина у периферији Средишња Македонија, Грчка. Према попису из 2021. године био је 51 становник.
Према бугарском географу и историчару, Василу Канчову, у Месокому је 1900. године живело 350 Турака.
Године 1924. турско становништво је принудно исељено у Турску а на њихово место су насељене грчке избеглице из Турске, а касније и Каракачани. На попису из 1928. године село је имало 193 становника. Село се раније звало Гирен.